# Брессал Белах
Бре́ссал Бе́лах (англ. Bressal Bélach; умер в 435 или 436) — первый правитель всего Лейнстера, наделённый в исторических источниках королевским титулом.

## Биография
Все источники информации о Брессале Белахе написаны значительно позднее времени его жизни, и содержат, в основном, сведения легендарного характера. Наиболее ранние из них — лейнстерские предания, вероятно, записанные в VII веке.
Согласно сведениям этих источников, Брессал Белах, сын Фиаху ба х-Айккида, был королём Лейнстера, подчинённым верховным королям Ирландии из враждебного его семье рода Уи Нейллов. Желая избавиться от власти королей Тары, он прекратил выплачивать наложенную теми на его королевство дань. Заключив союз с главой фениев Финном, правитель Лейнстера разбил в сражении войско верховного короля Кайрпре Лифихаря и на долгие годы освободил Лейнстер от выплаты столь унизительной дани.
Историки считают, что эти события никогда не происходили в том виде, в каком они описаны в сказаниях. Однако в них нашли отражение сохранившиеся у лейнстерцев воспоминания о войнах между их правителями и Уи Нейллами, в V—VI веках боровшимися за обладание престолом Тары. Средневековые хронисты, связанные интересами с династией Уи Нейллов, в целях оправдать претензии своих покровителей на власть над всей Ирландией, сознательно искажали имевшие в их распоряжении сведения о том, что в V веке престолом Тары владели не только Уи Нейллы, но и представители других ирландских родов, в том числе, возможно, и Брессал Белах.
Брессал Белах был первым из правителей Лейнстера, смерть которого упомянута в ирландских анналах: «Анналы Ульстера» датируют её 435 годом, «Анналы Инишфаллена» — 436 годом. Эти же источники сообщают, что, хотя у Брессала Белаха были два сына, Энда Ниа и Лабрайд Лайдех, на престоле Лейнстера ему наследовал его внук Энда Кеннсалах. Однако в составе «Лейнстерской книги» сохранилась поэма, написанная в VII веке, которая, по мнению историков, более точно отражает порядок престолонаследия в этом королевстве. Согласно её сведениям, после смерти Брессала Белаха, предка рода Уи Хеннселайг, лейнстерский престол был занят представителями других ветвей правившей здесь династии: сначала его двоюродным братом Муйредахом Сните и сыном того Моэнахом из рода Уи Байррхе, а затем троюродным братом последнего Мак Каиртинном мак Коэлботом из Уи Энехглайсс. Возможно, что только после гибели Мак Каиртинна в 446 году потомки Брессала Белаха снова смогли возвратить себе власть над этим королевством.